# Utopia (série de televisão)
Utopia é uma série de televisão britânica criada por Dennis Kelly, e transmitido pelo Channel 4 de 14 de janeiro de 2013 a 12 de agosto de 2014.
No Brasil, a série é transmitida pelo canal de TV por assinatura I.Sat. No dia 9 de outubro de 2014, a série foi oficialmente cancelada pelo Channel 4.

## Enredo
A história acompanha um grupo que, ao encontrar o manuscrito de uma HQ não publicada, se vê envolvido em uma série de eventos de caráter conspiratórios.
The Utopia Experiments é uma HQ sobre um cientista que faz um pacto com o diabo, abrindo as portas para um novo mundo. Sua história, embora fictícia, previu um dos piores desastres já vividos pela humanidade no último século. Por isso, o material se torna alvo da The Network, uma sociedade secreta que tem ramificações no governo e em empresas importantes da sociedade.
Quando o manuscrito é encontrado por um grupo formado por cinco jovens fãs de quadrinhos, eles passam a ser perseguidos por membros desta sociedade, que não medirão esforços para por as mãos na HQ. Agora, a única pessoa em quem o grupo acredita poder confiar é Jessica Hyde, uma mulher misteriosa que prometeu mantê-los a salvo.

## Elenco

### Elenco principal
- Fiona O'Shaughnessy como Jessica Hyde
- Alexandra Roach como Becky
- Nathan Stewart-Jarrett como Ian Johnson
- Adeel Akhtar como Wilson Wilson
- Oliver Woollford como Grant Leetham
- Paul Higgins como Michael Dugdale
- Neil Maskell e Paul Ready como Arby e Lee

### Elenco recorrente
- Alistair Petrie como Geoff
- Stephen Rea como Conran Letts
- James Fox como assistente
- Emilia Jones como Alice Ward
- Rose Leslie as Milner
- Michael Smiley detetive Reynolds
- Mark Stobbart como Bejan Chervo
- Simon McBurney como Donaldson

## Episódios

### Primeira temporada
| Nº   | Título      | Exibição original       |
| ---- | ----------- | ----------------------- |
| 1x01 | "Episode 1" | 15 de janeiro de 2013   |
| 1x02 | "Episode 2" | 22 de janeiro de 2013   |
| 1x03 | "Episode 3" | 29 de janeiro de 2013   |
| 1x04 | "Episode 4" | 5 de fevereiro de 2013  |
| 1x05 | "Episode 5" | 12 de fevereiro de 2013 |
| 1x06 | "Episode 6" | 19 de fevereiro de 2013 |

### Segunda temporada
| Nº   | Título      | Exibição original   |
| ---- | ----------- | ------------------- |
| 2x01 | "Episode 1" | 14 de julho de 2014 |
| 2x02 | "Episode 2" | 15 de julho de 2014 |
| 2x03 | "Episode 3" | 22 de julho de 2014 |
| 2x04 | "Episode 4" | 29 de julho de 2014 |
| 2x05 | "Episode 5" | 5 de agosto de 2014 |
| 2x06 | "Episode 6" | 6 de agosto de 2014 |